# ورقي الأصابع
ورقي الأصابع (الاسم العلمي: Phyllodactylus)، هو جنس من أبو بريص موزعة في أمريكا الجنوبية وأمريكا الوسطى، وفي أقصى الشمال حتى جنوب الولايات المتحدة. تُعرف عمومًا باسم «الوزغات ذات الأصابع الورقية» في موطنها الأصلي، وبخلاف ذلك تُعرف باسم الوزغات الأمريكية ذات الأصابع الورقية لتمييزها عن الأجناس الأخرى التي لها أقدام مُشابه.